# 最高のオバハン
『最高のオバハン』（さいこうのオバハン）は、文藝春秋より出版されている林真理子によるシリーズ小説。
バツ2の凄腕女社長である52歳の中島ハルコがういろう屋の跡継ぎ問題、高学歴女子の恋愛相談、不倫相手に貸したお金の問題など様々な人たちの悩みを決して綺麗事では片づけずに独特の人生観を引き合いに出して解決に導く痛快エンタテイメント。

## 登場人物
※ 登場人物の名前は原作小説、詳細は東村アキコの『ハイパーミディ 中島ハルコ』の設定に基づく。
中島ハルコ 〈52〉
美容関係の情報サイト会社「ビュー・コンシェルジュ」の社長。
菊池いづみ 〈38〉
フードライター。恋にも仕事にも悩みが多い。
熊咲雄介
広告代理店社員にして大手企業・熊咲産業の御曹司（婚外子）。

## 書誌情報

### 小説
- 林真理子 『最高のオバハン』シリーズ、文藝春秋
- 『最高のオバハン 中島ハルコの恋愛相談室』
  - 単行本：2015年05月28日発売、ISBN 978-4-16-390266-1
  - 文庫本：2017年10月06日発売、ISBN 978-4-16-790936-9
- 『最高のオバハン 中島ハルコはまだ懲りてない!』　
  - 単行本：2016年7月11日発売、ISBN 978-4-16-390479-5
  - 文庫本：2019年8月06日発売、ISBN 978-4-16-791327-4

## コミカライズ
『ハイパーミディ 中島ハルコ』のタイトルで『最高のオバハン 中島ハルコの恋愛相談室』をコミカライズした東村アキコによる漫画作品が『Cocohana』（集英社）にて2018年8月号（2018年6月28日発売）から2021年6月号（2021年4月28日発売）まで連載された。

### 漫画
- 東村アキコ 『ハイパーミディ 中島ハルコ』集英社〈マーガレットコミックス〉、全4巻
  1. 2018年12月25日発売[4]、ISBN 978-4-08-844145-0
  2. 2019年6月25日発売[5]、ISBN 978-4-08-844217-4
  3. 2020年1月24日発売[6]、ISBN 978-4-08-844293-8
  4. 2021年5月25日発売[7]、ISBN 978-4-08-844490-1

## テレビドラマ
『最高のオバハン 中島ハルコ』（さいこうのオバハン なかじまハルコ）のタイトルで、2021年4月10日から5月29日まで毎週土曜 23時40分 - 翌0時35分に東海テレビとThe iconの共同制作により「オトナの土ドラ」枠で放送された。主演は大地真央。全8回。
ドラマでは原作を大胆にアレンジした上で、更に突き抜けた世界観を構築するという。
制作局・東海テレビのお膝元である名古屋市を舞台に、愛知県内各地でロケが行われた。
2022年10月8日から12月11日まで、第2シリーズが「土ドラ」枠にて放送された。第2シリーズでは岐阜県が主な舞台となり、1クール・10回にわたって放送された。
2025年1月4日から3月15日まで、『最高のオバハン中島ハルコ〜マダム・イン・ちょこっとだけバンコク〜』のタイトルで第3弾として同枠にて放送された。
2025年3月23日『最高のオバハン中島ハルコ スピンオフ ～大谷家の大騒動！in愛知・幸田町～』東海ローカルで放送。幸田町・町村合併70周年記念ドラマ。

### キャスト

#### 主要人物
中島ハルコ（なかじま ハルコ）〈60 → 61 → 62〉
演 - 大地真央（幼少期：金恒那、佐々木望衣、若いころ：大原梓）
本作の主人公。美魔女。名古屋生まれ名古屋育ちの美容外科医。
菊池いづみ（きくち いづみ）〈38 → 39 → 40〉
演 - 松本まりか
弱小出版社に勤務するグルメ雑誌「グルメシ!」の編集者兼ライター。

#### その他
高田真央（たかだ まお）
演 - 真魚（第1シリーズ）
いづみの同僚で東大卒。
大谷将（おおたに しょう）〈46〉
演 - 合田雅吏
ハルコクリニック事務長。
三河出身で、既婚者。
若杉慎之介（わかすぎ しんのすけ）〈31〉
演 - 蕨野友也
ハルコの秘書。
尾石初郎（おいし ういろう）
演 - 今野浩喜
食事の友社グルメシ!編集長でいづみと真央の上司。
丹羽聖子（にわ せいこ）
演 - 高橋ひとみ（幼少期：前田織音）
ハルコの従妹。
三島昭宏（みしま あきひろ）
演 - 田山涼成
老舗ういろう店「紫風堂」の四代目店主。
奥田静香（おくだ しずか）
演 - 坂野真理
エステティシャン。
岸綿鶴人
演 - 藤代太一
イタリアンレストランのシェフ。
店員
演 - 花村怜美
イタリアンレストランの店員。
海藤道三（かいとう どうさん）
演 - 佐野史郎（第2シリーズ）
与党系の政治家。岐阜出身。元弁護士。
土岐正和
演 - 飯田基祐（第2シリーズ）

菰野剣太郎
演 - 南圭介（第2シリーズ）

小早川俊
演 - 永田薫（MAG!C☆PRINCE）（第2シリーズ）

遊田光秀
演 - 金剛地武志（第2シリーズ）

熊咲雄介
演 - 草野イニ（第2シリーズ第5話 - ）
空間デザイナー。財閥・熊咲産業の愛人の子。
ラン ターラー
演 - GEE SUTTHIRAK（第3シリーズ）
タイの財閥・ターラーグループの御曹司。
海野鰯（うみの いわし）〈24〉
演 - 大友花恋（第3シリーズ）
いづみの新たな職場「FUBUKI」の社員。すし屋の娘。
小鳥遊晴喜（たかなし はるき）
演 - 船ヶ山哲（第3シリーズ）
グルメシ！編集部を買収、傘下に収めたイケイケ企業FUBUKIの社長。
野原百花（のはら ももか）〈28〉
演 - 木村葉月（第3シリーズ）
「FUBUKI」のコンプラ担当社員。グルメシ！編集部に異動になる。
立花龍（たちばな りゅう）
演 - 堀海登（第3シリーズ）
ランの友人の大人しい青年。ランとともにタイで子供たちのためのボランティア活動をしていた。
パン
演 - Davuth Chheang（第3シリーズ）
カンボジアの医師で、ラン、龍の兄貴分的な存在。
アイ
演 - KATE CATHREEYA BAUWENS（第3シリーズ）
タイの資産家の娘。ランとは幼馴染。
バンラン ターラー
演 - KITTIPOL KESMANEE（若いころ：Perth Nakhun）（第3シリーズ）
タイの財閥：ターラーグループの会長。ランの父親。
マリリン
演 - 星野奈緒（第3シリーズ）
マレーシア人の母と日本人の父をもつマレーシア女子。
フェレット
演 - Tep Rindaro（第3シリーズ）
カンボジアの投資家。アジアで一番の資産家で、釣りが趣味。
鶴岡芽衣（つるおか めい）
演 - 坂東希（第3シリーズ）
タイレストランのシェフ。

#### ゲスト

##### 第1シリーズ

###### 第1話
大貫研一（おおぬき けんいち）
演 - 袴田吉彦
吉岡久美（よしおか くみ）
演 - 大西礼芳（最終話）
蛇島（へびしま）
演 - 六角慎司
和服の女
演 - 未沙のえる（S2第2話）
イケメンゴリラ
演 - シャバーニ（第2シリーズ）
三日月透（みかづき とおる）
演 - 石田登星（第5話・最終話）

###### 第2話
三島隆行（みしま たかゆき）
演 - 永嶋柊吾（最終話・第2シリーズ第3話）
昭宏の息子。ミュージシャン志望の大学生。名大（名古屋大学）を辞めたがっている。
三島今日子（みしま きょうこ）
演 - 川口圭子
昭宏の妻。
伊藤真澄（いとう ますみ）
演 - 小林亜実（最終話）
老舗ひつまぶし店「いとう」の一人娘。
伊藤幸
演 - 堀優子
老舗ひつまぶし店「いとう」の大将の妻。

###### 第3話
小室敬（こむろ たかし）
演 - 古澤蓮
結婚詐欺師。精神科医を詐称していた。
木村沙彩（きむら さあや）
演 - 森咲智美
サンフランシスコで整形しまくった美女。
山口翔太（やまぐち しょうた）
演 - 佐野和真（第4話・最終話）
「やまちゃんパン」の店主。
高田武治（たかだ たけはる）
演 - 内藤トモヤ
真央の父。
高田良美（たかだ よしみ）
演 - 呑山仁奈子
真央の母。
山田祐実（やまだ ゆみ）
演 - 中谷彩伽
医師会事務員。

###### 第4話
ケイスケ
演 - 河相我聞（最終話・第2シリーズ第4話）
グルメインフルエンサー。
チャンカワイ
演 - チャンカワイ（第2シリーズ第4話）
東海テレビのローカル番組『スイッチ!』に出演するお笑い芸人。
古坂茂
演 - 岩永ひひお（第2シリーズ第4話）
ケイスケのマネージャー。

###### 第5話
中村優太
演 - 平田雄也
税務調査官。
丹羽丈弘
演 - あづみ昌宏（S3第5話）
聖子の夫。

###### 第6話
大谷卓
演 - 清水綋治
ハルコクリニック事務長・大谷の父。
入江愛菜
演 - 結城モエ（最終話）
卓の恋人。
亀田賀寿夫
演 - ゆうたろう（最終話 / S2第4話・最終話 / S3第1話）
警視総監。
沢田健介
演 - 平岡祐太（第7話・最終話）
オーナーシェフ。

###### 第7話
青柳小夜子
演 - NANA（MAX）（最終話）
イベント会社の社長。本名は青草かめ子。
大石瑛太
演 - 武田航平（最終話）
シェフ。沢田の後輩。
三日月潤
演 - 福崎那由他（最終話）
幸田町役場職員。
宮内俊介
演 - 加藤勇也（最終話）
幸田町役場職員
岩倉智子
演 - 須原麻衣（最終話）
あいち鴨生産者。
竹中
演 - 小坂正三（最終話）
小夜子の側近。
溝口
演 - 山本仁（最終話・第2シリーズ第8話）
幸田町町長。
幸田町農家
演 - 山本一樹（最終話）、天野順一朗（最終話）

中華の鉄人、フレンチの鬼、和の巨匠
演 - 岩田和丈、石原渉、関大輝

沢田健介の祖父
演 - 加藤勝

天才パティシエ
演 - ダニエラ

ハルコの外国の知人
演 - ソリン

かめ子の手下
演 - 倉田昭二（最終話）、岩男匡哲（最終話）

###### 最終話
寺坂頼我
演 - 寺坂頼我（祭nine.）

神田陸人
演 - 神田陸人（祭nine.）
四辻
演 - 平尾仁
元法務大臣。小夜子のパトロン。

##### 第2シリーズ

###### 第1話
ロバート・ヤング
演 - 村雨辰剛

土岐清次郎
演 - 麿赤兒

クラブ店員
演 - 榊弥也

役名不明
演 - 河合良輔、市野倖大、笠置ちひろ

###### 第2話
鵜飼栄一
演 - 山田明郷
鵜匠・鵜飼家の40代目。
立木咲里
演 - 北原里英
名大出身で税理士事務所勤務、一路の婚約者。
鵜飼一路
演 - 冨田佳輔
栄一の息子で咲里とは名大でサークル仲間であり婚約中。大手商社に勤務している。鵜匠・鵜飼家の41代目。
由莉耶
演 - LINA（MAX）
謎のサロン経営者。
立木千賀
演 - 佐久間徳枝
咲里の母。
キャサリン・カーネディー
演 - ダニー（第5話）
元駐日大使。ハルコの友人。鵜飼いを見学に来る。

###### 第3話
尾上益代
演 - 赤座美代子
名古屋仏壇店の大女将。
尾上満寿絵
演 - 上野なつひ
益代の嫁。
尾上匡
演 - 小磯聡一朗
益代の息子。
得田裕哲
演 - バッドナイス常田
僧侶。本名・古井戸快。
小喜多真理
演 - 於保佐代子
経営コンサルタント。尾上仏壇店の顧問会計士。元AV女優。
尾上辰悦
演 - 櫻井則夫
益代の亡き夫。
良枝
演 - 今枝とし子
得田裕哲が利用する家の主。
小林佐都子
演 - 井上夏葉
良枝の俳句仲間。尾上仏壇店に仏壇の洗濯を頼んだ。
Ry-lax
演 - Ry-lax（本人役）
尾上仏壇店の「豆仏壇」をラップで持ち上げた動画でプチバズりさせる。

###### 第4話
猪俣豪
演 - 嶋大輔
スイッチ！テレビの元名物プロデューサー。妻に内緒で養蜂家に転身する。
猪俣順子
演 - 山下裕子（第3話声の出演）
豪の妻。
風間航大
演 - 敦士
自然派食品ブランド「JGVs」経営。
「やってみそ」MC
演 - 高橋知幸、浦口史帆（東海テレビアナウンサー、いずれも本人役）
ケイスケがコーナーを持つスイッチ！テレビの情報番組。
女子高生
演 - あのん（役名：篠原梨花）、吉永毬乃、溝辺理菜
耕作放棄地を利用してれんげ畑を作り、養蜂に取り組んでいる地元の高校生グループ。
養蜂家
演 - 永田竜司
畑山養蜂場で働く養蜂家。

###### 第5話
奥山桃次郎
演 - 森重人
病死した下呂の「奥山酒蔵」当主。
奥山春彦
演 - 佐戸井けん太
桃次郎の弟。
奥山桃香
演 - 中冨杏子
桃次郎の孫娘。看護師。両親の他界後は妹の親代わりもしていた。
奥山葉月
演 - 中心愛
桃香の妹。17才の女子高生。

###### 第6話
小滝真紀
演 - 魏涼子
岐阜の老舗旅館「水明館」女将。
太田黒久志
演 - おかやまはじめ
エンタメ界の大御所映画監督。
三枝瞳
演 - 鳴海唯
太田黒に抜擢された新人女優。
三木三郎
演 - 村松利史
下呂温泉のボランティアガイド。
客室係
演 - 緒方ありさ
「水明館」。
撮影スタッフ
演 - 菊池綾、森重秀太（助監督）
下呂温泉でロケ中の金子塚探偵の事件簿12「狒々は生きていた」撮影スタッフ。
警察官
演 - 内藤聖羽

瞳の祖母
演 - 松久美保

太田黒久志の付き人
演 - 梶間広之、西中ひさあき

###### 第7話
朝桐ひろ子
演 - 藤吉久美子
クリニックの患者。マンション経営。整形後も自信が持てず、ようやく婚活を始めた。
結城浩司
演 - 橋爪淳
バツイチのイケオジ。元雨宮物産勤務。現在年金暮らし。空手三段。趣味でギターを弾く。
吉原純玲
演 - 宮本真希
婚活パーティ参加者で最若手の女子。「階段落ちのスミレ」といわれた元スタントウーマン。
凛
演 - 宍戸美和公
熊咲の姉。
由紀夫
演 - 池戸陽平
凛の夫。
塚本
演 - 多田木亮佑
婚活パーティ参加者。早期退職後は投資が仕事。
土屋
演 - 柏木風太朗
婚活パーティ参加者。飲食店経営。健康だけが取り柄。
槙野
演 - 天田将行
婚活パーティ参加者。元公務員。趣味は小説を書くこと。
三浦明子
演 - 坂田啓子
婚活パーティ参加者。家業の手伝いをしている。
司会
演 - あにやまかずなが
婚活パーティ「スマイルシニアの会」司会
店員
演 - 大和田紗希
ハルコにアカザエビのうどんとシャンパンを運ぶ。

###### 第8話
乾武彦
演 - 長江英和
畳職人。
赤尾亮太
演 - 増田修一朗
東京からの移住者。自称元金融マンの「億り人」。
青田修平
演 - 久保山知洋
同上。
黄島大輝
演 - 山川源太
同上。
竹内翔真
演 - 水野智貴
幸田町役場職員。
原口農
演 - 石河美幸
大谷の叔母。幸田町在住。
光枝
演 - 吉本選江
幸田町の住人。
神矢前進
演 - 山口晃
乾武彦の師匠の畳職人。

###### 第9話
桃田里恵
演 - 真飛聖（最終話）
飛騨市役所「飛騨市まちづくり推進課」職員。
植木進一
演 - 渡辺正行（最終話）
飛騨市長。
加藤都
演 - 虹村かんな（最終話）
飛騨市役所「飛騨市まちづくり推進課」職員。里恵の後輩。
桃田春
演 - 山内麗愛（最終話）
桃田里恵の娘

###### 最終話
ぽんこつ窃盗団
演 - 長島慎治（第9話）、せんちゃん（クールポコ。）、小野まじめ（クールポコ。）
「HARUKO AUCTION」に出品予定の美術品を盗み出す。
ロレンス
演 - Ingo
大富豪。「HARUKO AUCTION」の客。

##### 第3シリーズ

###### 第1話
花守頼子〈55〉
演 - 熊谷真実
ロマンス詐欺にひっかかった、ハルコの友人の審美歯科医。
内藤智子
演 - 久保田磨希
鶴岡芽衣が働くタイ料理レストランのオーナー。
栗田ミレイ
演 - 緒方ありさ
本名：大木くり。表の顔はライトノベル作家だが、陰で詐欺を働いている。
タコ
演 - Pongpat Patumsuwon
ミレイに弱みを握られ詐欺を手伝っていたタイ人。
- Noppadol Noipa、Phanthabat Jaikeaw、Yuwadee Yungchuay、Napat Sirisutisuwon

###### 第2話
竹上景子
演 - 未沙のえる
ハルコ馴染みの患者。ハルコが共同開発したという保湿クリーム「naful」を使っている。
リモート社員
演 - 山北れもん
推し活休暇を取得するFUBUKI社員。
社員
演 - 中川響、山口雄大
FUBUKI新入社員。
池尻優美
演 - 千賀由紀子（第3話）
ハルコの友人のHYT音楽事務所代表。颯斗の叔母。
颯斗（はやと）〈25〉
演 - 草川拓弥（第3話）
HYT音楽事務所所属の人気イケメンアイドル。

###### 第3話
天野哲治、天野和歌子
演 - 浜田晃、田島令子
ハルコの命令で颯斗が修行することになったげんこつラーメンが人気の町中華「来長苑」の大将と女将夫婦。
遠藤
演 - 小沢直平
「来長苑」の常連客。進行性のがんを患っている。
女優
演 - 後藤亜実
颯斗が出演したネットヘリックスのドラマ「愛の急発進」の相手役。

###### 第4話
斎藤礼子
演 - 櫻井淳子
ハルコと三島の共通の知人。6年前に家を出た夫から離婚を迫られているという。
斎藤啓太
演 - 大浦龍宇一
礼子の夫。
高瀬友理奈〈32〉
演 - 清水由紀
斎藤と同居する不倫相手。
高瀬直
演 - 村方乃々佳
斎藤と友理奈の間に生まれた娘。
幾田クニ〈60〉
演 - 瀧マキ
高瀬直の小学校お受験を担当する黒ずくめの怪しいカリスマ家庭教師。
村田
演 - 長谷川公彦
礼子の代役でいづみがデートした男性。芸大出。
校長
演 - 木川淳一
慶明大学附属小学校の校長。
講師と生徒
演 - 大城若菜、岡本早生、佐藤佑亮、下田萌香
ルーシーダットン（タイ式ヨガ）教室の講師と生徒。

###### 第5話
丹羽翠
演 - 冨手麻妙
聖子の娘。
美和ママ
演 - 栗林栗子
クラブ美和のママ。
楠田誠二郎
演 - ラブ守永
K & YUTA代表。名パティシエ・柊ユウタの「メゾン・ユウタ」のフランチャイズ業務を行っているとされる。実際は本名・鉢山英孝の詐欺師。
客
演 - あいだあい、永田祐己
森のケーキ屋「クリム」の客。サッカーのユニフォームを着ている。
男性
演 - 齊藤明広
ゴルフ練習場でハルコに声をかけた男性。

###### 第6話
ジュン
演 - Keita Arai（第10話・最終話）
ランのビジネスパートナー。
沼原武
演 - 菅原大吉
ミヤの夫。丸越デパート タイ支店営業部長だったが、デパートがタイから撤退を決めた3年前からリストラの責任者として奔走していた。
ミヤ
演 - KRITTIPHORN SUNTHORNKAMNUNG
沼原の妻。若くインフルエンサーとしても活躍中のタイ人女性。
ピンキー
演 - Pakanan Thanyachira
誕生日パーティーを開くランの叔母。

###### 第7話
仁科青葉
演 - 片山萌美
クリニックの患者の起業家。週末婚をしている夫の不倫を疑いハルコに相談する。
仁科司
演 - 三浦健人
青葉の夫。大手の五色法律事務所の弁護士。

###### 第8話
矢作千絵
演 - うらじぬの
いづみの大学時代の同級生。シングルマザー。
矢作虹大
演 - 近江晃成
千絵の息子。

###### 第9話
大吉きく江（おおよし きくえ）〈享年95〉
演 - 藤夏子（若い頃：谷内範子）
ハルコの知人。95才で亡くなった。
大吉正（おおよし 正）
演 - ぶっちゃあ
きく江の甥。竹子の兄。
相原竹子（あいはら たけこ）〈58〉
演 - 竹内都子
きく江の姪。正の妹。
稲垣桃〈31〉
演 - 木﨑ゆりあ
きく江の身の回りの世話をする同居人。

###### 第10話
山中るり子
演 - 勝田彩月
若いころのランパパが日本でお気に入りだった味噌煮込みうどんの店の店員。田舎の茨城に帰って一人で子どもを産み、子どもが9歳の時に亡くなったという。
女将
演 - 高橋ひろ子
同味噌煮込みうどん店の現在の女将。
ナッツ
演 - PRANEE MEECHAMNAN（最終話）
ランの従妹。ランパパの亡くなった弟の娘。ターラーグループのホテル事業を任されている。

###### 最終話
アナウンサー
声 - 山口恵
タイのターラーグループのお家騒動を伝える番組「やってみそ」のアナウンサー。
男性
演 - Dickash Lukas Michael
カンボジアの農夫。

### スタッフ
特記なき場合、第1シリーズ、第2シリーズ、第3シリーズ共通
- 原作 - 林真理子『最高のオバハン』シリーズ（文春文庫刊）
- 脚本 - 西荻弓絵[8][9]
- 音楽
  - 第1シリーズ - 辻陽
  - 第2・3シリーズ - 鈴木ヤスヨシ
- オープニングテーマ
  - 第2シリーズ - 大橋ちっぽけ「ソリスト」（日本コロムビア / TRIAD）[93]
  - 第3シリーズ - PSYCHIC FEVER from EXILE TRIBE「Wonder Woman」（LDH Records）[94]
- 主題歌
  - 第1シリーズ - 祭nine.「やったれ我が人生」（ユニバーサルミュージック）[95]
  - 第2シリーズ - ENHYPEN「Make the change」（Virgin Music）[18]
  - 第3シリーズ - DXTEEN「Good Vibes」（UNIVERSAL SIGMA）[96]
- 特別協力
  - 愛知県幸田町 - 春日井幸弘、辻本隆哉
  - 愛知県蒲郡市 - 小山道徳、来本晃彩
  - ガマロケ! - 千賀充能、水野順也
  - 美容監修 - 田中亜希子、大西淳也（あきクリニック）
- アクションコーディネーター - KASHIRAD
- 名古屋弁指導 - 梅本きくえ
- 三河弁指導 - 柴田浩味
- 監督
  - 第1シリーズ - 大谷健太郎、金子与志一、渋谷未来（The icon）
  - 第2シリーズ - 山田信義、金子与志一、渋谷未来
  - 第3シリーズ - 渋谷未来、進藤丈広、保母海里風、加治屋彰人
- 企画
  - 第1・2シリーズ - 市野直親（東海テレビ）
  - 第3シリーズ - 市野直親（東海テレビ）、髙石明彦（The icon）
- プロデューサー
  - 第1シリーズ - 松本圭右（東海テレビ）、古林都子（The icon）、渋谷未来（The icon）
  - 第2シリーズ - 松本圭右（東海テレビ）、古林都子（The icon）
  - 第3シリーズ - 松本圭右（東海テレビ）、中頭千廣（東海テレビ）、古林都子（The icon）、矢ノ口真実（The icon）、深澤知
- 協力プロデューサー - 後藤勝利（東海テレビ・第1・2シリーズ）
- 制作 - 東海テレビ、The icon

### 放送日程

#### 第1シリーズ
| 話数   | 放送日        | サブタイトル                   | ラテ欄                                                 | 監督       |
| ------ | ------------- | ------------------------------ | ------------------------------------------------------ | ---------- |
| 第1話  | 2021年4月10日 | ハルコ、不倫を斬る             | 痛快!! アラ還名古屋嬢&ダメンズ女 無敵のバディ誕生!!    | 大谷健太郎 |
| 第2話  | 4月17日       | ハルコ、令和のお家騒動を斬る！ | 名古屋あるある炸裂！ 名大&ういろうひつまぶし           | 大谷健太郎 |
| 第3話  | 4月24日       | ハルコ、東大女子を斬る！       | 東大女は不幸!? 高学歴をぶった斬り！ ㊙︎ドケチ理論炸裂!! | 金子与志一 |
| 第4話  | 5月01日       | ハルコ、SNSを斬る！            | 最強バディ絶叫パン屋を救え!! グルメ王子と格付け対決!?  | 渋谷未来   |
| 第5話  | 5月09日       | ハルコ、専業主婦を斬る         | 税金VSドケチ骨肉! 専業主婦の乱!? 極妻ハルコ愛を語る    | 金子与志一 |
| 第6話  | 5月15日       | ハルコ、少子高齢化問題を斬る！ | 老いらくの乱!! 46歳差婚でバトル勃発 全集中ハルコの呼吸 | 渋谷未来   |
| 第7話  | 5月22日       | ハルコVSリトルハルコ！         | 最強の敵降臨!! バディ崩壊!? イケメンシェフとの危険な恋 | 大谷健太郎 |
| 最終話 | 5月29日       | ハルコ、郷土愛を斬る！         | 全員集合！ 逆襲&毒舌&LOVE 最強バディよ永遠に           | 大谷健太郎 |

- 第5話は『賞金維持サバイバル!100万屋敷』（フジテレビ制作、23時10分 - 翌0時10分）の放送に伴い30分繰り下げられ、0時10分 - 1時05分に放送された（日曜になってからの放送）。

#### 第2シリーズ
| 話数   | 放送日        | サブタイトル                            | ラテ欄                                                                       | 監督       |
| ------ | ------------- | --------------------------------------- | ---------------------------------------------------------------------------- | ---------- |
| 第1話  | 2022年10月8日 | 刃物の町・関市を救え！                  | 刀匠を救え！ 最強マダム復活!! 岐阜で悪を斬る                                 | 渋谷未来   |
| 第2話  | 10月15日      | 長良川の乱！ 鵜匠VSエシカル女子         | 決戦の長良川！ 鵜匠VSエシカル女子 愛と絆のカタライ!?                         | 金子与志一 |
| 第3話  | 10月23日      | 名古屋仏壇の危機！ 嫁姑バトル勃発       | 下剋上！ 嫁VS姑 泥沼バトル！ イケメン和尚の絶品ごま豆腐                      | 金子与志一 |
| 第4話  | 10月30日      | 熟年離婚の危機！ マスゴミVSハルコさん！ | 卒婚!? マルチ!? 怒涛の展開にハルコが大暴れ！ 一番悪いのはマスコミよ          | 渋谷未来   |
| 第5話  | 11月05日      | ハルコの目に涙!? 酒蔵相続騒動           | 孫VS悪いオトナ 酒蔵相続バトル勃発!! 酒と女と涙のほら貝                       | 渋谷未来   |
| 第6話  | 11月12日      | 妖怪大騒動！ ハルコin下呂温泉           | 両面宿儺の呪い 魔の領域 消える美術品 驚き展開！ 映画化廻るセクハラ騒動大激戦 | 山田信義   |
| 第7話  | 11月19日      | 嘘と仮面のシニア婚活を斬る！            | 嵐の熟年婚活! 男と女のプライドかけ 嘘と仮面の大騒動！                        | 金子与志一 |
| 第8話  | 11月26日      | テーマはお金！ 地方移住の罠!?           | テーマはお金! 夢の移住生活!? うまい投資話にご用心!! 庶民&悪人ダブル斬り!!    | 金子与志一 |
| 第9話  | 12月03日      | ラスボス登場！ 裏切り者は誰!?           | 最終章！ 独女×シンママが最弱バディ結成！ 敵はハルコ!?                        | 山田信義   |
| 最終話 | 12月11日      | 庶民の逆襲！ ハルコVSいづみ             | 魂の叫び!! 庶民の逆襲VSハルコ!? 岐阜編ついに完結!!                           | 渋谷未来   |

- 第3話は『日本シリーズ第1戦東京ヤクルトスワローズ対オリックス・バファローズ』（フジテレビ制作、中継（18:30 - 22:29、）のため、95分繰り下げ（1:15 - 2:10・日曜になってからの放送）
- 第4話は『日本シリーズ第6戦 東京ヤクルトスワローズ対オリックス・バファローズ』（フジテレビ制作、中継（18:30 - 21:49）のため、55分繰り下げ（0:35 - 1 :30・日曜になってからの放送）
- 最終話は『劇場版 鬼滅の刃 無限列車編ノーカット特別放送』（フジテレビ制作、（19:00 - 21:24）のため30分繰り下げ（0:10 - 1 :05・日曜になってからの放送）

#### 第3シリーズ
| 話数       | 放送日        | サブタイトル                                                           | サブタイトル                     | 演出       |
| 話数       | 放送日        | 地上波                                                                 | 配信                             | 演出       |
| ---------- | ------------- | ---------------------------------------------------------------------- | -------------------------------- | ---------- |
| 第1話      | 2025年1月04日 | マダム×40独女×財閥御曹司! ロマンスの罠inバンコク!?                     | ハルコ、ロマンス詐欺を斬る!      | 渋谷未来   |
| 第2話      | 01月11日      | 偽広告＆ホワイト!? 不適切にもほどがある働き方に毒舌満開!!              | ハルコ、ホワイト企業を斬る!      | 渋谷未来   |
| 第3話      | 01月18日      | 令和の恋愛は超特急 嵐を呼ぶ!? 愛と情熱のゲンコツラーメン!!             | ハルコ、令和の恋愛事情を斬る!    | 進藤丈広   |
| 第4話      | 01月25日      | サレ妻VS愛人!?ドロドロの女の戦い勃発!! お受験の闇&ビンタ               | ハルコ、愛人×サレ妻バトルを斬る! | 保母海里風 |
| 第5話      | 02月01日      | 女のマウント地獄! ゆとり娘と親の愛情を極妻ハルコが斬る!                | ハルコ、ゆとり親子を斬る!        | 進藤丈広   |
| 第6話      | 02月09日      | 物語は再びタイへ!セレブ令嬢VS40女!? 財閥御曹司の秘密!?                 | ハルコ、泥沼の国際結婚を斬る!    | 加治屋彰人 |
| 第7話      | 02月15日      | 湯けむり不倫騒動!? サングラス女とゼロミリ距離の熱々おでん!?            | ハルコ、週末婚夫婦を斬る!        | 加治屋彰人 |
| 第8話      | 02月22日      | いま会いにゆきます 迷走中の不惑レディが世界の中心で愛叫ぶ              | ハルコ、女の友情を斬る!          | 保母海里風 |
| 第9話      | 03月01日      | 名探偵ハルコ爆誕! 相続ミステリー&盗人兄妹&いづみの幽霊                 | ハルコ、骨肉の遺産争いを斬る!    | 進藤丈広   |
| 第10話     | 03月08日      | 名探偵ハルコ再び! タイ財閥会長の秘密!?カンボジア釣り対決               | ハルコ、タイのお家騒動を斬る!    | 渋谷未来   |
| 最終話     | 03月15日      | 脱!心の貧乏人!? さよならハルコさん…最強バディよ永遠に                  | ハルコ、不惑女を斬る!            | 渋谷未来   |
| スピンオフ | 3月23日       | 最高のオバハン中島ハルコ スピンオフ ～大谷家の大騒動！in愛知・幸田町～ |                                  |            |

- 第6話は『土曜プレミアム・翔んで埼玉 ～琵琶湖より愛をこめて～』（21:00 - 23:30）のため、20分繰り下げ（0:00 - 0:55・日曜になってからの放送）。

| 東海テレビ制作・フジテレビ系 オトナの土ドラ | 東海テレビ制作・フジテレビ系 オトナの土ドラ                                                  | 東海テレビ制作・フジテレビ系 オトナの土ドラ         |
| 前番組                                      | 番組名                                                                                       | 次番組                                              |
| ------------------------------------------- | -------------------------------------------------------------------------------------------- | --------------------------------------------------- |
| リカ〜リバース〜 （2021年3月20日 - 4月3日） | 最高のオバハン 中島ハルコ （第1シリーズ） （2021年4月10日 - 5月29日）                        | #コールドゲーム （2021年6月6日 - 7月24日）          |
| 東海テレビ制作・フジテレビ系 土ドラ         |                                                                                              |                                                     |
| 個人差あります （2022年8月6日 - 9月24日）   | 最高のオバハン 中島ハルコ （第2シリーズ） （2022年10月8日 - 12月10日）                       | 三千円の使いかた （2023年1月7日 - 2月25日）         |
| バントマン （2024年10月12日 - 12月21日）    | 最高のオバハン中島ハルコ 〜マダム・イン・ちょこっとだけバンコク〜 （2025年1月4日 - 3月15日） | 介護スナック ベルサイユ （2025年3月22日 - 3月29日） |

### その他
- 公式サイトに若杉と大谷は「助さん格さんコンビ」と書かれている（劇中でいづみにも言われている）が、実際に大谷役の合田は『水戸黄門』で渥美格之進（5代目）を演じ[103]、立ち位置も若杉、ハルコと並んだときは必ず向かって右、第1シリーズ最終話で彼の決め台詞「静まれ、静まれ！こちらのお方（スマホのテレビ電話に映ったハルコ）をどなたと心得る。頭が高い！控えおろう!!」も披露している。

## 舞台
テレビドラマ版を原作に、舞台化された。主演の中島ハルコ役は、引き続き大地真央が担当。

### 公演日程（舞台）
- 2023年9月2日 - 10日、シアター1010（東京）
- 同年9月13日 - 20日、御園座（愛知）
- 同年9月27日 - 10月3日、博多座（福岡）
- 同年10月7日 - 8日、レクザムホール（香川）
- 同年10月12日 - 15日、新歌舞伎座（大阪）
- 同年10月19日 - 20日、長野市芸術館（長野）
- 同年10月25日 - 26日、岩手県民会館 大ホール（岩手）
- 同年10月28日 - 29日、やまぎん県民ホール（山形）

### キャスト（舞台）
- 中島ハルコ - 大地真央
- 藤原茂 - モロ師岡
- 城ケ崎大悟 - 石井一孝
- 藤原明菜 - 樹里咲穂
- 辻悦子 - 木村花代
- 大谷将 - 合田雅吏
- 若杉慎之介 - 蕨野友也
- 坂本未来 - 杉江大志
- 千秋晴海 - 未沙のえる
- 城ケ崎鈴々花 - 敷村珠夕
- 久坂心那 - 小倉優佳
- 海野岳史 - 山﨑感音
- YUTAKA - 風間トオル（香川・大阪・長野・岩手・山形公演）、渡辺大輔（東京・愛知・福岡・山形公演）
- 三島昭宏 - 田山涼成
- 三友陽子 - 浅田美代子
- アンサンブル - 加藤葉子、柴田実奈、千歳ふみ、趙京來、角田萌夏、馬場亮成

### スタッフ（舞台）
- 原作：東海テレビ・フジテレビ系全国ネット「最高のオバハン 中島ハルコ」
- ドラマ原作：林真理子「最高のオバハン 中島ハルコの恋愛相談室」「最高のオバハン 中島ハルコはまだ懲りてない！」（文春文庫刊）
- 脚本：西荻弓絵
- 演出：高橋正徳（文学座）
- 上演台本：秋之桜子
- 美術：乘峯雅寛
- 照明：柏倉淳一
- 音楽：玉麻尚一
- 音響：原島正治
- 衣裳：小林巨和
- ヘアメイク：嶋田ちあき（大地真央担当）、国府田圭
- 映像：橋本亜矢子
- アクション：渥美博
- 振付：麻咲梨乃
- マジック監修：TAKUYA【渡邊卓也】
- 演出助手：石田恭子
- 舞台監督：佐藤博
- 企画：米久保宏
- 事業推進室：佐藤由美子
- アシスタント・プロデューサー：佐々木里佳子
- 制作：横田梓水、上村幸穂
- 制作助手：中宮智彩
- プロデューサー：白石朋子
- 企画協力：東海テレビ放送、The icon
- 協力：商船三井クルーズ・にっぽん丸
- 宣伝ジュエリー協力：GRAFF
- 製作：東宝